# ヴィニー・ロッティーノ
ヴィンセント・アントニオ・ロッティーノ（Vincent Antonio "Vinny" Rottino , 1980年4月7日 - ）は、アメリカ合衆国ウィスコンシン州出身の元プロ野球選手（外野手、内野手、捕手）。
メディアによってはヴィニー・ロティーノと表記されることももある。また、英語発音はロウティーノ(Row-TEEN-o)となっている。

## 経歴

### プロ入り前
ウィスコンシン大学ラ・クロッセ校では遊撃手としてプレーしていた。

### ブルワーズ時代
2003年1月3日、アマチュア・フリーエージェントでミルウォーキー・ブルワーズと契約。
2006年9月1日のフロリダ・マーリンズ戦でメジャーデビューを果たす。
2009年は、第2回WBCのイタリア代表に捕手として選出され、後に日本のオリックスでチームメイトとなるアレッサンドロ・マエストリともバッテリーを組んだ。

### ドジャース傘下時代
2009年7月31日にクラウディオ・バルガスとのトレードでロサンゼルス・ドジャースへトレードされ、メジャー昇格には至らなかった。11月9日にFAとなった。

### マーリンズ時代
2009年11月24日にフロリダ・マーリンズと契約。
2010年11月6日にFAとなったが、11月20日にマーリンズと再契約した。
2011年に3年ぶりのメジャー昇格を果たす。10月7日にFAとなった。

### メッツ時代
2011年11月16日にニューヨーク・メッツと契約した。

### インディアンズ時代
2012年6月27日にウェーバーでクリーブランド・インディアンスへ移籍した。11月1日にFAになった。

### オリックス時代
2012年12月27日、オリックス・バファローズが獲得を発表した。
2013年2月に右肘の肘頭骨棘（こっきょく）障害で離脱するが、4月には実戦に復帰しファームで調整。5月2日に一軍に昇格した。2013年10月25日、自由契約公示された。

### ネクセン・ヒーローズ時代
2013年12月11日、韓国のネクセン・ヒーローズと契約した。
2014年4月10日、起亜タイガース戦で先発マスクをかぶり、アンディ・バンヘッケンと韓国プロ野球史上初の外国人バッテリーを組んだ。同年は主に外野の控えとして起用され韓国シリーズにも出場したが、ネクセンとの再契約は結ばれなかった。

### マーリンズ復帰

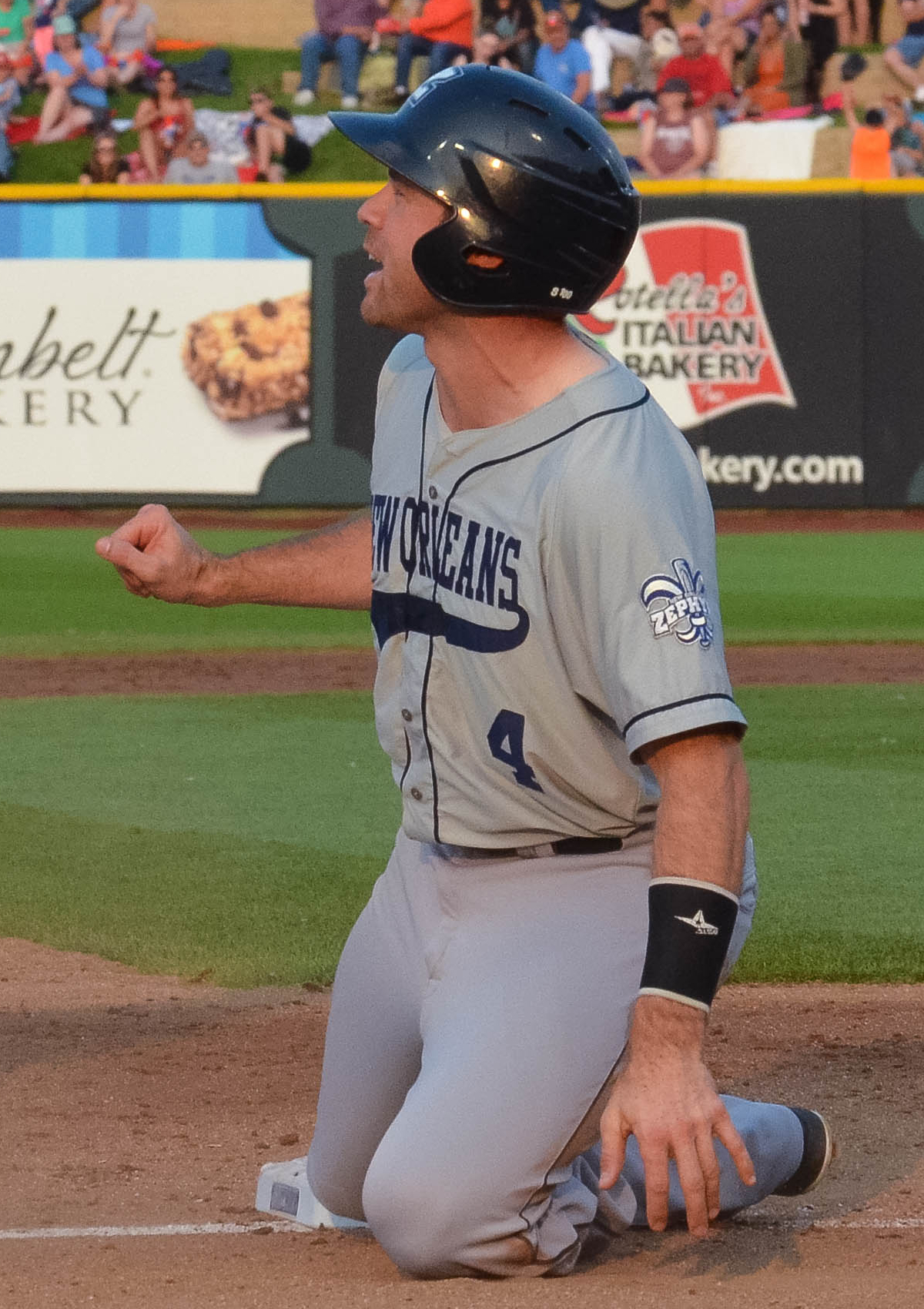
AAA級ベビーケークス時代
(2015年7月3日)

2014年12月17日にマイアミ・マーリンズとマイナー契約を結ぶ。
2015年オフに自由契約となる。

### ホワイトソックス傘下時代
2016年1月22日にシカゴ・ホワイトソックスとマイナー契約を結ぶ。同年限りで現役を引退した。

### 現役引退後
現役引退後はテキサス・レンジャーズでスカウトなどを経て、2021年よりバリー・スポーツ・ウィスコンシンでミルウォーキー・ブルワーズの専属解説者を務める。

## プレースタイル
コンパクトなスイングで広角に打ち返す打撃が持ち味。外野手での登録となっているが、捕手や内野手もこなすことができるユーティリティープレイヤー。強肩も兼ね備える。また足もそこそこ速く、マイナーリーグでは通算118盗塁を記録。

## 詳細情報

### 年度別打撃成績
| 年 度    | 球 団      | 試 合 | 打 席 | 打 数 | 得 点 | 安 打 | 二 塁 打 | 三 塁 打 | 本 塁 打 | 塁 打 | 打 点 | 盗 塁 | 盗 塁 死 | 犠 打 | 犠 飛 | 四 球 | 敬 遠 | 死 球 | 三 振 | 併 殺 打 | 打 率 | 出 塁 率 | 長 打 率 | O P S |
| -------- | ---------- | ----- | ----- | ----- | ----- | ----- | -------- | -------- | -------- | ----- | ----- | ----- | -------- | ----- | ----- | ----- | ----- | ----- | ----- | -------- | ----- | -------- | -------- | ----- |
| 2006     | MIL        | 9     | 15    | 14    | 1     | 3     | 1        | 0        | 0        | 4     | 1     | 1     | 0        | 0     | 0     | 1     | 0     | 0     | 2     | 0        | .214  | .267     | .286     | .552  |
| 2007     | MIL        | 8     | 9     | 9     | 0     | 2     | 1        | 0        | 0        | 3     | 3     | 0     | 0        | 0     | 0     | 0     | 0     | 0     | 1     | 0        | .222  | .222     | .333     | .556  |
| 2008     | MIL        | 1     | 1     | 1     | 0     | 0     | 0        | 0        | 0        | 0     | 0     | 0     | 0        | 0     | 0     | 0     | 0     | 0     | 0     | 0        | .000  | .000     | .000     | .000  |
| 2011     | FLA        | 8     | 14    | 12    | 1     | 2     | 0        | 0        | 0        | 2     | 0     | 0     | 0        | 0     | 0     | 2     | 0     | 0     | 4     | 0        | .167  | .286     | .167     | .452  |
| 2012     | NYM        | 18    | 39    | 33    | 8     | 6     | 1        | 0        | 2        | 13    | 5     | 3     | 0        | 0     | 0     | 6     | 1     | 0     | 9     | 0        | .182  | .308     | .394     | .702  |
| 2012     | CLE        | 18    | 32    | 28    | 4     | 3     | 1        | 0        | 1        | 7     | 2     | 1     | 0        | 2     | 1     | 1     | 0     | 0     | 8     | 0        | .107  | .133     | .250     | .383  |
| '12計    | CLE        | 36    | 71    | 61    | 12    | 9     | 2        | 0        | 3        | 20    | 7     | 4     | 0        | 2     | 1     | 7     | 1     | 0     | 17    | 0        | .148  | .232     | .328     | .560  |
| 2013     | オリックス | 37    | 111   | 97    | 7     | 20    | 5        | 0        | 4        | 37    | 8     | 1     | 2        | 0     | 1     | 11    | 0     | 2     | 18    | 2        | .206  | .297     | .381     | .679  |
| 2014     | ネクセン   | 79    | 247   | 216   | 30    | 66    | 18       | 0        | 2        | 90    | 22    | 2     | 0        | 0     | 1     | 29    | 3     | 1     | 22    | 7        | .306  | .389     | .417     | .806  |
| MLB：5年 | MLB：5年   | 62    | 110   | 97    | 14    | 16    | 4        | 0        | 3        | 29    | 11    | 5     | 0        | 2     | 1     | 10    | 1     | 0     | 24    | 0        | .165  | .241     | .299     | .540  |
| NPB：1年 | NPB：1年   | 37    | 111   | 97    | 7     | 20    | 5        | 0        | 4        | 37    | 8     | 1     | 2        | 0     | 1     | 11    | 0     | 2     | 18    | 2        | .206  | .297     | .381     | .679  |
| KBO：1年 | KBO：1年   | 79    | 247   | 216   | 30    | 66    | 18       | 0        | 2        | 90    | 22    | 2     | 0        | 0     | 1     | 29    | 3     | 1     | 22    | 7        | .306  | .389     | .417     | .806  |

### 記録
NPB
- 初出場・初先発出場：2013年5月2日、対千葉ロッテマリーンズ5回戦（京セラドーム大阪）、5番・指名打者で先発出場
- 初打席：同上、2回裏に藤岡貴裕から中飛
- 初安打・初本塁打・初打点：同上、4回裏に藤岡貴裕から左越ソロ
- 初盗塁：2013年8月24日、対北海道日本ハムファイターズ17回戦（京セラドーム大阪）、4回裏に二盗（投手：ボビー・ケッペル、捕手：鶴岡慎也）

### 背番号
- 8 （2008年 - 2009年）
- 10 （2010年）
- 43 （2011年）
- 33 （2012年）
- 25 （2012年）
- 4 （2013年）
- 2 （2014年）